# 박두을
박두을(朴杜乙, 1907년 11월 8일 ~ 2000년 1월 3일)은 이병철 삼성그룹 창업주 부인이다. 본관은 순천이다.

## 생애
1907년 11월 28일 일제강점기 조선 대구 달성군에서 사육신 박팽년의 후손인 아버지 박기동의 4녀로 태어났다. 박팽년의 후손답게 선비였던 아버지 박씨와 '교동댁'으로 불렸던 어머니 손에서 박두을은 엄격한 어린 시절을 보냈다. 얼굴이 예쁘고 인심이 좋아 평소 '두리'라는 애칭으로 불렸다고 한다. 15세 되던 무렵 어느 날 절에서 시주를 나온 한 스님으로부터 "처녀는 앞으로 왕비가 아니면 일국의 왕 못지않은 갑부가 될 사람을 만나 그 안방마님이 되겠소."라는 말을 하였다. 이 일화가 사실이라면 스님의 예견이 적중한 셈이다. 이후 박두을은 1926년 20세에 삼성 창업자인 이병철과 결혼하였다.

### 전해지는 이야기
박두을에 관한 공식적인 자료는 거의 없다. 남편 이병철의 일생이 자서전과 소설, 추모집 등을 통해 자세히 알려진 것과 대조적이다. 하긴 그 옛날 내조하는 아내의 전통적인 삶이란 게 이렇게 철저히 그림자였으니 어쩌면 당연한 결과인지도 모른다. 이병철조차 286쪽에 달하는 자서전에서 박두을에 대한 언급을 단 몇 문장으로 줄였다.
처음 본 인상은 건강한 여성이라는 것이다. 슬하에 3남 5녀를 두고 반세기여를 서로 도우면서 살아왔다. 내자 역시 유교를 숭상하는 가문에서 전통적인 부덕(婦德)을 배우고 성장해서 그런지, 바깥 활동은 되도록 삼가고 집안일에만 전심전력을 다해왔다. 예의범절에도 밝아 대소사가 두루 화목하다. 지금까지 몸치장 얼굴치장 한번 제대로 해본 적이 없고 사치와는 거리가 멀다. 그처럼 수신제가의 자세에 흐트러짐이 없는 내자에게 언제나 고마운 마음을 가지고 있다."

박두을에 대한 기록은 장남 이맹희가 쓴 책이 비교적 자세하다. 삼성그룹 후계 자리를 동생 이건희에게 내준 비운의 황태자로 알려진 그는 1993년 '묻어둔 이야기'라는 회고록에 어머니 박두을에 대한 이야기를 적어놓았다.
아버지 집안이 의령 일대에서는 부자라고 했지만 굳이 비교해보자면 당시 달성에 있었던 외가 쪽이 더 부농이었던 것 같다. 어린 시절, 어머니로부터 "시집이라고 왔더니 집도 좁고 그렇게 가난해 보일수가 없었다."는 말을 자주 들었다. 집안 어른들에 따르면 친가 쪽도 물론 3000석 지기에 가까울 정도의 부를 지닌 집안이었고 서원을 세울 정도의 성리학자셨지만 외가 쪽 지체가 워낙 높아서 '한쪽으로 기우는 혼사'였다는 말들이 있었다. 실제 어머니는 시집 올 적에도 몸종을 비롯하여 몇 명의 하인을 데리고 왔다고 한다.

## 가족 형성
박두을은 남편 이병철이 대학 재학 중인 1929년에 장녀 이인희를 낳은 데 이어 3남 5녀를 둔 어머니가 되었다. 호암자전에서 이병철은 자신의 자녀 수를 4남 6녀라고 적시했다. 이 중 자신과 박두을과의 사이에서 3남 5녀를 두었고, 일본인 아내와의 사이에 1남 1녀를 두었다.
의령의 부잣집 막내아들에게 시집와 자식 놓고 어려움 없이 지내던 박두을에게 시련이 닥쳤다. 남편이 대학을 자퇴하더니 무위도식하며 술과 노름으로 세월을 보낸 것이다. 남편의 대학 자퇴 이유는 건강 때문이었다. 1학년 2학기 말 심한 각기병에 걸린 것이다. 2학년이 되자 휴학하고 건강을 되찾기 위해 노력했지만 전혀 차도가 없었다. 결국 학업을 단념하고 사전에 아무 연락도 없이 귀향했다.
고향에서 쉬면서 곧 건강을 회복했지만 이번에는 할 일이 없다는 게 문제였다. 이병철은 허전한 마음을 달래려고 친구들과 노름에 빠졌다. 노름은 늘 한밤중까지 계속되었고 지칠 대로 지쳐 집으로 돌아오곤 하여 이 무렵 호암은 실의에 빠져 있었다. 그날도 골패노름을 하다가 밤늦게야 집으로 돌아왔다. 26세였던 이병철은 이미 세 아이의 아버지였다. 평화롭게 잠든 아이들 모습을 바라보는 순간 온갖 상념이 머릿속을 스쳤다. 자신이 그동안 너무 허송세월을 했다는 자책이 컸다. '뜻을 세워야 한다. 독립운동도 좋고 관리가 되어도 좋고 사업을 할 수도 있다. 하지만 국민을 빈곤에서 구하는 일이 시급하다.' 이병철은 사업에 인생을 걸어보자고 결심하였고 당시를 이렇게 회고했다.
'어떠한 인생에도 낭비라는 것은 있을 수 없다. 실업자가 10년 동안 무엇 하나 하는 일이 없이 낚시로 소일했다고 하자. 그 10년이 낭비였는지 아닌지 그것은 10년 후에 그 사람이 무엇을 하느냐에 달려있다. 낚시를 하면서 반드시 무엇인가 느낀 것이 있을 것이다. 실업자 생활을 어떻게 받아들이고 어떻게 견뎌나가느냐에 따라서 그 사람의 내면도 많이 달라질 것이다. 헛되게 세월을 보낸다 하더라도 무엇인가 남는 것이 있을 것이다. 문제는 헛되게 세월을 보내는 데 있는 것이 아니라 그것을 어떻게 받아들여 훗날 소중한 체험으로 살려 가느냐에 있다.'(호암 평전 '인생은 흐르는 물처럼')

## 가족 관계
- 아버지 : 박기동 (1885 ~ ?) - 이조판서 박중림과 안동 김씨 김익생 영애의 아들 사육신 박팽년의 종손
- 어머니 : 김미권 (1882 ~ ?)
  - 배우자 : 이병철 (1910 ~ 1987) - 삼성그룹 창업주 
    - 장녀 : 이인희 (1929 ~ 2019) - 한솔그룹 고문
    - 사위 : 조운해 (1925 ~ 2019) - 강북삼성병원 명예이사장
      - 외손자 : 조동혁 (1950 ~ )
      - 외손자 : 조동만 (1953 ~ )
      - 외손자 : 조동길 (1955 ~ )

    - 장남 : 이맹희 (1931 ~ 2015) - CJ그룹 제2대 회장
    - 자부 : 손복남 (1933 ~ 2022) - 손영기 경기도지사의 아들 손경식 CJ그룹 회장의 누이
      - 손녀 : 이미경 (1958 ~ ) - CJ그룹 부회장
      - 손자 : 이재현 (1960 ~ ) - CJ그룹 제3대 회장
      - 손자 : 이재환 (1962 ~ )

    - 차남 : 이창희 (1933 ~ 1991)
      - 손자 : 이재관 (1963 ~ 2022)
      - 손자 : 이재찬 (1964 ~ 2010)
      - 손자 : 이재원 (1966 ~ )
      - 손녀 : 이혜진 (1967 ~ )

    - 차녀 : 이숙희 (1935 ~ )
    - 사위 : 구자학 (1930 ~ 2022) - 아워홈 창업주, 능성 구씨 구인회 LG그룹 초대 회장의 아들
      - 외손자 : 구본성 (1957 ~ )
      - 외손녀 : 구미현 (1960 ~ )
      - 외손녀 : 구명진 (1964 ~ )
      - 외손녀 : 구지은 (1967 ~ )

    - 3녀 : 이순희 (1939 ~ )
    - 前 사위 : 김규 (1934 ~ )
    - 4녀 : 이덕희 (1940 ~ )
    - 사위 : 이종기 (1936 ~ 2006)
    - 3남 : 이건희 (1942 ~ 2020) - 삼성그룹 제2대 총수
    - 자부 : 홍라희 (1945 ~ ) - 남양 홍씨 홍진기 내무부, 법무부 장관 영애, 삼성미술관 리움 관장
      - 손자 : 이재용 (1968 ~ ) - 삼성그룹 제3대 총수
      - 손녀 : 이부진 (1970 ~ ) - 호텔신라 사장, 두을장학재단 이사장
      - 손녀 : 이서현 (1973 ~ ) - 삼성물산 전략기획담당 사장, 울산 김씨 김성수 제2대 부통령의 시증손녀
      - 손녀 : 이윤형 (1979 ~ 2005)

    - 5녀 : 이명희 (1943 ~ ) - 신세계그룹 초대 회장, 온양 정씨 정상희 제4-5대 국회의원의 며느리
    - 사위 : 정재은 (1938 ~ ) - 신세계그룹 명예회장
      - 외손자 : 정용진 (1968 ~ ) - 신세계그룹 제2대 회장
      - 외손녀 : 정유경 (1972 ~ ) - 신세계백화점 회장

## 같이 보기
- 이병철
- 이맹희
- 이건희
- 홍라희
- 이재용
- 삼성그룹

## 참고 자료
- 「여성이여 세상의 멘토가 되라」, 창업자 부인 박두을, 허문명 저, 올리브엠앤비(2010.09.30 224~242p)